# Флавий Орест
Фла́вий Оре́ст (лат. Orestes; казнён 28 августа 476, Плацентия) — римский военачальник, отец последнего императора Западной Римской империи Ромула Августа, магистр италийских войск.

## Биография

### Ранние годы
Уроженец Паннонии Савии, сын Татул, Орест был варварского происхождению. Его братом был Павел.
После того, как Паннонией стал править вождь гуннов Аттила, Орест присоединился к нему, занимая высокую должность секретаря (нотария) в 449 и 452 годах. В 449 году дважды отправлялся послом в Константинополь к императору Феодосию II.
При императоре Глицерии был военачальником. В 475 году император Западной Римской Империи Юлий Непот назначил Ореста magister militum и патрикием. Был отправлен в Северную Италию против вестготов, которые грабили Прованс, но, набрав войско римской армии из варваров, пошёл в Равенну. К 28 августа 475 года Орест во главе федератов захватил власть в столице империи Равенне. Непоту пришлось бежать в Далмацию, где он и продолжил править до своей смерти в 480 году. В связи с этим Орест возвёл своего сына Ромула в ранг Августа. Его сын известен как Ромул Августул. Прозвище «Августул» означает «маленький Август» или «Августёнок», оно возникло из-за того, что новый император был ещё несовершеннолетним.

### Правитель Италии
В 475—476 годах Орест был фактическим правителем Западной империи. Восточные Императоры Зенон и Василиск не приняли новую власть на западе и считали Непота своим полноправным партнёром в управлении Империей. Но, занятые гражданской войной друг с другом, они не выступали против Ореста.
Орест чеканил собственные монеты, чтобы расплачиваться с наёмниками, составлявшими большую часть римской армии. Но отказав своим наёмникам герулам, скирам и туркилингам в разрешении поселиться на итальянской земле, Орест вызвал их недовольство. Они восстали против Ореста, объединившись под предводительством германского вождя Одоакра, которого позже они провозгласили королём. Орест был взят в плен под Плацентией 28 августа 476 года и вскоре был казнён Одоакром. Через несколько недель Равенна была захвачена, а Ромул Август свергнут. Это событие обычно называют падением Западной Римской империи.

### Последствия
После этих событий сложилось два мнения относительно того, кто был последним правителем Западного Рима. Ромула Августа считают узурпатором, а Непот формально был императором, когда Одоакр взял власть в Равенне. Многие считают, что Непот, правивший до 480 года в Далмации, является последним императором. К тому же Одоакр не претендовал на трон после свержения Ромула. Но многие современники Непота не признавали его власть, после того, как он сбежал из своей провинции.